# Max Du Preez

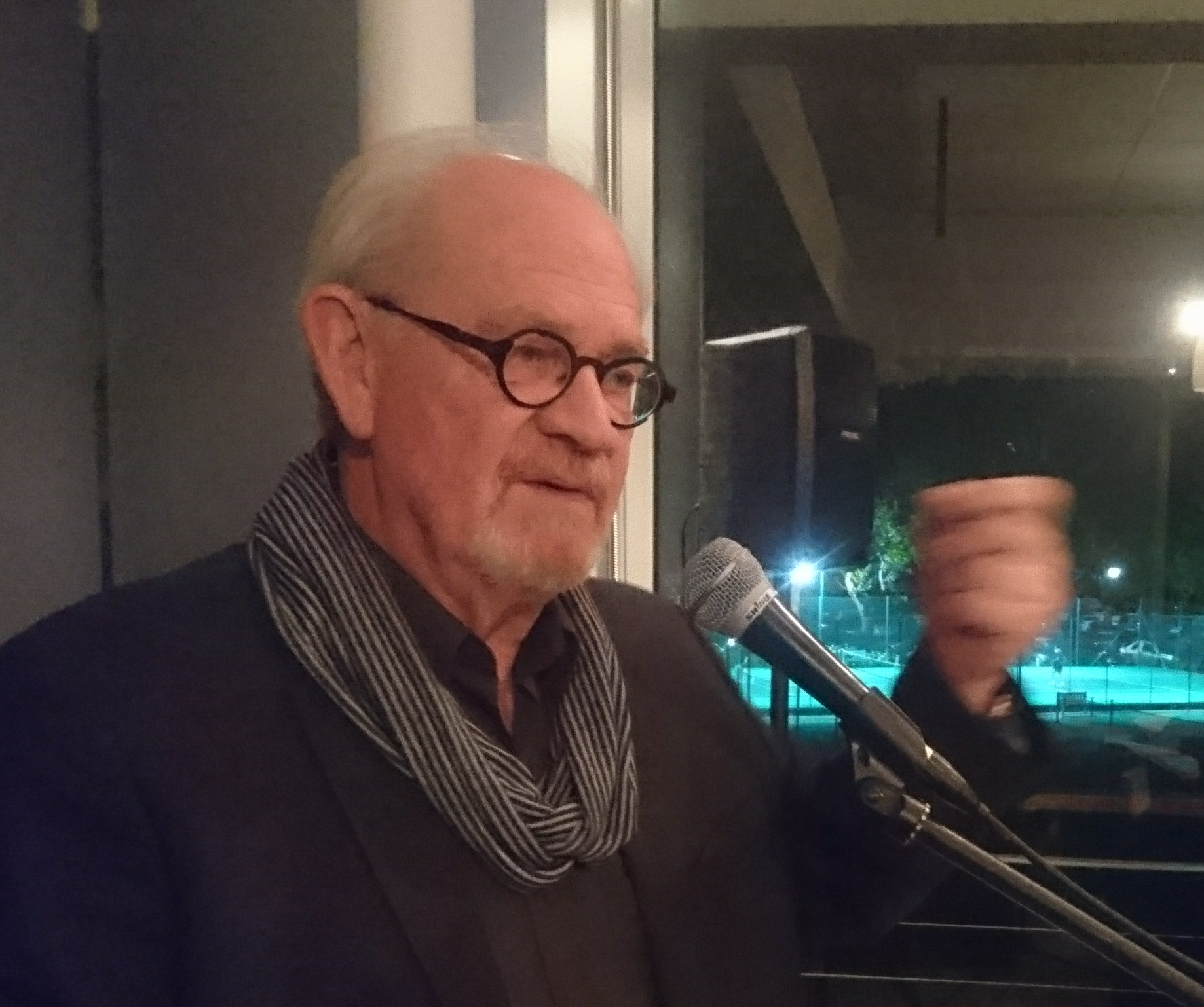
Max Du Preez

Max Du Preez (Kroonstad, 3 maart 1951) is een Zuid-Afrikaans journalist, schrijver en filmproducent.

## Biografie
Max Du Preez is een afstammeling van een Kortrijks hugenotengeslacht dat in 1688 verhuisde naar Kaapstad.
Hij is op oprichter van de krant Vrye Weekblad dat kritisch was over het apartheidsregime. Hierdoor zat hij ook enige maanden opgesloten en kreeg hij doodsbedreigingen. 
Du Preez schonk zijn boerderij aan zwarte landarbeiders.

## Publicaties
- Pale native, Memories of a renegade reporter  (2003), boek
- Of Warriors, Lovers and Prophets: Unusual Stories from South Africa's Past (2004)
- Of Tricksters, Tyrants and Turncoats (2009)
- Oor Krygers, Korrelkoppe En Konkelaars: Ongewone Verhale Uit Ons Verlede (2010)
- The rough guide to Nelson Mandela (2011), boek
- A Chief is a Chief by the Grace of his People (2012)
- A rumour of spring - South-Afrika after 20 years of democracy (2013), boek
- Of Renegades, Romantics and Rabblerousers: More Untold Stories from Southern Africa’s Past (2015)

- Bibsys: 13016263
- International Standard Name Identifier: 0000 0000 3823 6984
- Library of Congress Control Number: no89018448
- Nederlandse Thesaurus van Auteursnamen: 292572093
- Système universitaire de documentation: 159818613
- Virtual International Authority File: 242140348
- WorldCat: E39PBJdGGT9CDfJGBkCtJ36h73